# Боровиков, Виктор Александрович
Виктор Александрович Боровиков (5 января 1949, Москва, СССР — 26 сентября 2014, там же) — советский футболист, полузащитник; российский тренер.

## Карьера
Воспитанник ДЮСШ «Спартак» Москва (2-е отделение).
C 1966 года играл за дубль «Спартака», в 1971 году провёл шесть матчей в чемпионате. Затем выступал за «Черноморец» Одесса, «Искру» Смоленск, «Торпедо» Владимир, «Кузбасс» Кемерово и «Волгу» Горький.
После завершения карьеры игрока занимался тренерской деятельностью.